# Dajla
Dajla (wł. Daila) – wieś w Chorwacji, w żupanii istryjskiej, w mieście Novigrad. W 2011 roku liczyła 396 mieszkańców.